# Грижани
Грижани (алб. Grizhan) су насеље у општини Звечан, Косово и Метохија, Република Србија. Село је након 1999. познато и као Гришан (алб. Grishan)

## Демографија
Према проценама из 2009. године које су коришћене за попис на Косову 2011. године, ово насеље је имало 3 становника, већина Срби.
| Година       | 1948 | 1953 | 1961 | 1971 | 1981 | 1991 | 2011 |
| ------------ | ---- | ---- | ---- | ---- | ---- | ---- | ---- |
| Становништво | 86   | 96   | 100  | 85   | 26   | 11   | 3    |

|  |